# Johannes Galliculus
Johannes Galliculus (* um 1490 wahrscheinlich in Dresden; † nach 1520 möglicherweise in Leipzig) war ein deutscher Komponist und Musiktheoretiker der Renaissance.

## Leben und Wirken
Im Jahr 1505 hat sich ein Johannes Hennel aus Dreßden an der Universität Leipzig zum Studium eingeschrieben. Nachdem der Name Galliculus die latinisierte Form von Hennel oder Hähnel darstellt, ist dieser Studierende mit großer Wahrscheinlichkeit mit dem Komponisten identisch; darüber hinaus ergibt sich daraus auch sein Geburtsjahr um 1490. Sonst ist über sein Leben fast nichts bekannt. Der Leipziger Humanist Christoph Hegendorf bemerkt in seinen Veröffentlichungen, dass Johannes Galliculus um das Jahr 1520 und danach als Musiker in Leipzig gewirkt hat. In seiner Schrift Encomium sobrietatis (erschienen Leipzig 1521) hat er Galliculus neben dem Wittenberger Verleger Georg Rhau als seinen Freund bezeichnet; in der im gleichen Jahr erschienenen Schrift Encomium somni hat Hegendorf ihn mit den Worten „homo in componendis cantilenis ingenio foecundissimo“ rühmlich hervorgehoben („ein Mensch, in der Komposition von Singstimmen von fruchtbarstem Geist“). Ebenfalls in Leipzig ist im Jahr 1520 das kleine Lehrbuch Isagoge de compositione cantus von Johannes Gallicus erschienen. Über sein weiteres Leben gibt es keine Informationen, auch nicht über Zeit und Ort seines Ablebens. Mangels anderer Informationen wird von Musikhistorikern vorläufig Leipzig als sein Sterbeort angenommen.

## Bedeutung
Mehrere Werke von Galliculus sind in Rhaus Sammeldrucken erschienen. Einige Kompositionen sind handschriftlich überliefert, weitere befinden sich in anderen Sammeldrucken, wie dem Novum et insigne opus musicum (Hans Ott, 1537), dem Tomus primus psalmorum selectorum (Johannes Petreius, 1538) und dem Vetera nova carmina sacra (Wolfgang Figulus, 1575). Durch die Zusammenarbeit mit Georg Rhau nimmt Galliculus in der lateinischen Kirchenmusik der frühen Reformationszeit eine bedeutende Stellung ein. Besonders die erste der beiden Ostermessen, in der das Lied „Christ ist erstanden“ verarbeitet wird, kann in dieser Form als ausgesprochene Neuerung bezeichnet werden. Ebenso bedeutsam ist seine „Passio Domini nostri Jesu Christi secundum Marcum“, die eigentlich keine Markuspassion ist, sondern eine Zusammenschau der Passionsgeschichte nach allen vier Evangelisten. Sein kompositorischer Stil ist eher konservativ und steht in der Tradition der Nachfolge von Heinrich Isaac, jedoch ist die Vielfalt seiner musikalischen Formen typisch für die deutsche kompositorische Praxis seiner Zeit: die überlieferte Cantus-firmus-Technik und eine neue Durchimitation sind in seinen Sätzen ebenso vertreten wie längere melismatische Abschnitte und homophon-deklamierende Teile. Es zeigen sich bei ihm stellenweise auch schon Schreibweisen der später zur Blüte kommenden sogenannten Diskant-Tenor-Technik. Die Popularität der Kompositionen von Johannes Galliculus schlägt sich auch in der großen Zahl ihrer Abschriften des 16. Jahrhunderts nieder.
Das Kompendium Isagoge von Galliculus enthält eine Einführung in die Kompositionslehre und behandelt Konsonanzen und Dissonanzen, Formalklauseln, drei-, vier- und mehrstimmige Zusammenklänge sowie den Gebrauch von Pausen. Dieser Inhalt entspricht im Wesentlichen der Kompositionslehre im 4. Buch des Werks Musicae activae micrologus von Andreas Ornitoparchus (um 1490 – nach 1530), das in Leipzig im Jahr  1517 erschien; das Gedankengut beider Werke geht letzten Endes auf den italienischen Musiktheoretiker Franchinus Gaffurius zurück. Bei Galliculus ist der Stoff jedoch deutlich besser dargestellt; bis zum Jahr 1553 erlebte sein Lehrbuch immerhin sechs Auflagen, zwei davon hatten den Titel Libellus de compositione cantus.

## Werke
Gesamtausgabe: Johannes Galliculus. Gesamtausgabe der Werke, herausgegeben von A. A. Moorefield, Brooklyn / New York 1975
- Passion
  - „Passio Domini nostri Jesu Christi secundum Marcum“ zu vier Stimmen, Wittenberg 1538
- Messen
  - „Christ ist erstanden“, Ostermesse zu vier Stimmen, Wittenberg 1539
  - „Aliud officium Paschale“, Ostermesse zu vier Stimmen, Wittenberg 1539
  - Propriumsmesse für Weihnachten zu vier Stimmen, Wittenberg 1545
- Magnificat-Vertonungen
  - Magnificat quarti toni zu vier Stimmen, Wittenberg 1540
  - Magnificat quinti toni zu vier Stimmen
  - Magnificat septimi toni zu vier Stimmen, Wittenberg 1544
- Motetten (alle zu vier Stimmen)
  - „Ave vivens hostia“, Wittenberg 1539
  - „Cavete a scribis“
  - „Christus resurgens“, Wittenberg 1539
  - „Duo homines ascenderunt“
  - „Immunem semper“
  - „In cathedra Moysi“
  - „In natali“, Frankfurt/Oder 1575
  - „Non ex operibus“ („Apparuit benignitas“), Frankfurt/Oder 1575
  - „Enlieve psallant“ (Autorschaft von Galliculus nicht sicher)
  - „Joseph, lieber Joseph mein“ (Autorschaft von Galliculus nicht sicher)
- Psalm
  - „Quare fremuerunt gentes“ zu vier Stimmen, Nürnberg 1537 und 1538
- Schrift
  - „Isagoge de compositione cantus“, Leipzig 1520 und Wittenberg 1553; als „Libellus de compositione cantus“, Wittenberg 1538 (Digitalisat in der Bayerischen Staatsbibliothek)